# عين برابر
عين برابر هي عين تقع في شرق مدينة الهفوف، ووُصِفَت بأنها من أعظم عيون الهفوف وأكثرها عذوبةً وبرودة. ويجري ماؤها في نهر واحد.

## الموقع
تقع عين برابر على مسافة من مدينة الهفوف شرقاََ، جنوب غرب قرية بني نحو.

## الأهمية
تعتبر عين برابر من أهم عيون مجموعة الهفوف في الأحساء والتي تتكون من 60 إلى 70 عينًا من أهمهم وأكبرهم عين الخدود، عين الحقل، عين بسيتينات، عين أم دلي، عين اللويمي، عين حوير، عين تعاضيد، عين راسيبه، عين برابر، وعين مانع. بالإضافة إلى مجموعة المطير شمال وسط الأحساء ومجموعة شمال الواحة حول قرية المراح.
تبلغ كمية المياه المتدفقة تزيد عن 150 ألف غالون في الدقيقة الواحدة، ويختلف عمق الينابيع ما بين 500 إلى 600 قدم بينما بعض البنابيع الكبيرة لا يبعد كثيرا عن سطح الأرض. تتوفر الينابيع المتدفقة في الأحساء عن طريق تكوين النيوجين في معظمها، وهي مياه قادمة من الجهة الغربية والجنوبية الغربية، كما يكمن سبب تجمع المياه في الواحة بالذات بسبب إحاطة صدع الغوار بالواحة بشكل هلالي بحيث يبدأ من الجنوب الغربي، ابتداء من جبل الخرماء جنوب الأحساء بنحو 20 كيلو مترا، ثم يتجه شمالا مع انحراف قليل للشرق ثم يتجه شمالا مع انحراف قليل للغرب إلى أن ينتهي شمالا عند بالدلاليس على بُعد 20 كيلو مترا من الواحة.

## الوصف
تبدأ مجموعة عين برابر من الجنوب الشرقي؛ والتي تتضمن:
- اللويمي
- أم الخيس
- بهجة
- ثعلبثة
- أم الليف
- المشيطية

وغيرها. ثم تتجه غربًا لتضم عين الخدود، أم جمل، والحقل، وتصل شمالاً إلى عين باهلة، والجوهرية، ثم تخرج من الواحة بالاتجاه الشمالي الغربي لتحتضن مجموعة:
- عين الحارة
- منصور
- أم سبعة
- الحويرات